# Triaeris stenaspis
Triaeris stenaspis là một loài nhện trong họ Oonopidae.